# Modesto Roma Júnior
Modesto Roma Júnior (Santos, 5 de dezembro de 1952 – 14 de julho de 2024) foi um empresário brasileiro do ramo de eventos e ex-presidente do Santos Futebol Clube, eleito em dezembro de 2014 presidindo o Santos durante o triênio 2015-2017, tendo perdido a reeleição em 2017 para José Carlos Peres.

## Biografia
O dirigente é filho do já falecido Modesto Roma, ex-presidente do clube entre 1975 e 1978 e irmão do também falecido Carlos Henrique Roma, criador do hino Sou Alvinegro da Vila Belmiro.
Modesto foi diretor do Santos de 2004 a 2009, no mandato de Marcelo Teixeira. Durante a gestão de Teixeira, Modesto foi um dos criadores do time de futebol feminino no Santos que contou com a craque Marta e que conquistou diversos títulos, mas veio a ser encerrado por falta de patrocínio.
Em seu primeiro ano de mandato, o Santos FC reduziu a folha salarial mensal do departamento de futebol em mais de R$3 milhões.
Faleceu aos 71 anos no dia 14 de julho de 2024, o ex-dirigente tratava um câncer e acabou sofrendo uma parada cardíaca.

## Presidência do Santos
Candidato da chapa "Santos Gigante", Modesto foi eleito no dia 13 de dezembro de 2014 com 1.321 votos (29,35% dos votos possíveis) e foi o presidente do clube no triênio 2015/2017.  
Modesto enfrentou no início de sua gestão graves problemas financeiros com problemas herdados da gestão do então presidente Odílio Rodrigues, calculava-se uma dívida na casa dos 409 milhões de reais, que acarretava no não pagamento de jogadores há meses: o clube teve que ver jogadores saírem de graça do time, e uma soma de 260 ações trabalhistas. Modesto tomou algumas atitudes cabíveis dentro deste cenário, e dentro de alguns meses após assumir o cargo colocou os salários em dia. Ao longo de 2015, Modesto montou um time com peças que vieram sem custos, receita esta que levaria descrença de alguns, porém dentro do cenário inicialmente vislumbrado trouxe resultados consideráveis naquele ano, levando ao título do campeonato paulista no primeiro semestre e a 7ª colocação no Brasileiro, sendo também vice-campeão da Copa do Brasil ao fim de 2015. 
Logo no início do mandato, mesmo com turbulências financeiras Modesto Roma bancou e o santos voltou a contar com o time de futebol feminino, apelidadas como Sereias da Vila e ao longo do mandato da implementação do time B do Santos. 
Em 2016, Modesto colocou um vigor uma nova fórmula de arrecadação com uniformes esportivos, de modo pioneiro no Brasil, já que agora o Santos ficará responsável por todas as etapas de produção dos uniformes podendo maximizar as receitas no que tange ao uniforme esportivo. A Kappa será responsável pelo desenho dos uniformes. 
Quanto à arrecadação, outro meio possível é estampar marcas no uniforme do time, com a ajuda de Eduardo Rezende, gerente de marketing do Santos desde setembro de 2015. E para 2016 o Santos fechou com a empresa aérea marroquina Royal Air Maroc estampando a marca no ombro da camisa, e com a empresa brasileira Algar Telecom estampando a marca na barra traseira da camisa e no top central (próximo à gola), ambos contratos válidos para a temporada 2016. O Santos já tinha acertado anteriormente com a marca Voxx Suplementos para a barra do calção que apenas cumpriu seu contrato. A Caixa Econômica Federal patrocinou a camisa nos últimos 3 meses do ano de 2016 do time, no espaço "master" da camisa por um valor de R$ 2 milhões.   
Ao final de 2016, o clube acumulou o Bi-Campeonato Paulista de Futebol e o vice-campeonato Brasileiro de 2016, com o melhor rendimento na história do clube na era dos pontos corridos depois que foi adotado o formato com 20 clubes. 
Outro projeto de Modesto é a construção de um estádio multiuso nas áreas que ficam atrás dos estádios Ulrico Mursa e AA Portuários, porém o projeto foi refutado pois a Portuguesa Santista um dos envolvidos no projeto escolheu outro modelo de negócio.  
No iniciar de seu último ano de mandato, Modesto trouxe nove reforços para o time titular, onde no qual se destacou a contratação do artilheiro do time na temporada, Bruno Henrique. O time terminou a temporada em 3º lugar no Brasileirão, eliminado nas quartas de final da Copa Libertadores, Copa do Brasil e semifinais do Paulistão. Terminando de forma bem razoável seu mandato.     
Após esse tempo presidindo o time da baixada santista foi expulso no final 2019 do quadro associativo do Santos Futebol Clube por conta de vários fatores, entre eles a reprovação das contas do clube durante seu mandato.     